# Viña del Mar Airport
Viña del Mar Airport är en flygplats i Chile.   Den ligger i provinsen Provincia de Valparaíso och regionen Región de Valparaíso, i den södra delen av landet, 100 km nordväst om huvudstaden Santiago de Chile. Viña del mar Airport ligger 137 meter över havet.
Terrängen runt Viña del Mar Airport är kuperad åt sydost, men åt nordväst är den platt. Runt Viña del Mar Airport är det tätbefolkat, med 476 invånare per kvadratkilometer.. Närmaste större samhälle är Viña del Mar, 10,8 km sydväst om Viña del Mar Airport. 
Runt Viña del Mar Airport är det i huvudsak tätbebyggt.